# L'Année balzacienne
L'Année balzacienne est une revue littéraire française dirigée par Bernard Gendrel, avec pour rédacteur en chef Mireille Labouret, fondée en 1959. Elle paraît en livraisons annuelles depuis 1960.
Chaque volume contient, sur Balzac et autour de Balzac, sur son œuvre et le contexte dans lequel elle a été produite, des articles de recherche : études générales, biographiques, génétiques, historiques, stylistiques. Elle fait suite aux Études balzaciennes (1951-1960).
Elle a son siège social à la Maison de Balzac, 47, rue Raynouard, Paris (XVIe arrondissement).